# Naratettix matsumurai
Naratettix matsumurai är en insektsart som beskrevs av Irena Dworakowska 1980. Naratettix matsumurai ingår i släktet Naratettix och familjen dvärgstritar. Inga underarter finns listade i Catalogue of Life.